# 深層組
深層組（しんそうぐみ）は、Vtuberグループであり、そこに所属する人々がVtuberとして活動する際に用いる屋号。

## 概要
2018年4月にディープウェブ・アンダーグラウドほか数名のVtuberが立ち上げたバーチャルYouTuberのグループであり、運営は執事のセバスチャンが行っている。
大手事務所や有名配信者を「表層」と表現し、自身らを対となる「深層」と位置付けている。
活動目的は最強のVtuberを決すること。

## 沿革
- 2018年4月 - 「漫画村を燃やします」と宣言、DeepWeb Undergroundデビュー[2]。
- 2019年2月 - ぼくをすこらねばデビュー
- 2019年9月 - なまほしちゃんデビュー
- 2020年5月 - 旧運営（旧セバ）と決別、独立[3]
- 2020年09月 - 屋号「深層組」に決定
- 2021年1月31日 - ぼくをすこらねばが深層組卒業
- 2021年4月 - 息根とめるデビュー
- 2021年5月 - クッコロ・セツデビュー
- 2021年8月 - 生返るるるデビュー
- 2021年12月 - 小城夜みるくデビュー
- 2022年1月8日 - 従井ノラデビュー
- 2022年1月29日 - 個人勢の寧々丸が第一養子として深層組加入
- 2022年4月 - リアルイベントの深層祭を実施
- 2022年11月30日 - 生返るるるが深層組卒業。同年12月以降は深層組マネジメントの個人勢となる。
- 2023年1月 - わからせ ちょろデビュー
- 2023年3月16日 - 刺杉あいすデビュー
- 2023年3月31日 - クッコロ・セツが深層組卒業
- 2023年6月 - 数打あたるデビュー
- 2023年7月 - 甘神すうデビュー
- 2023年9月 - 飛出ぴょこらデビュー
- 2024年3月 - リアルイベントの深層祭2を実施
- 2024年11月 - 個人勢の彼女なぉたが第二養子として深層組加入
- 2024年12月31日 - 元個人勢の寧々丸が深層組を卒業（脱退）し、個人勢に戻る。
- 2025年2月 - 個人勢の社不寶アスティが第三養子として深層組加入
- 2025年3月 - 絶望ですデビュー
- 2025年4月16日 - 元個人勢の彼女なぉたが深層組を卒業（脱退）し、個人勢に戻る。
- 2025年4月19日 - 正義なぐるデビュー
- 2025年5月3日 - リアルイベントの深層祭3を実施
- 2025年5月31日 - 今宵まいるデビュー
- 2025年5月31日 - わからせ ちょろが深層組卒業

## 区分

### 0期生
DWU、ぼくをすこらねば、なまほしちゃんの3名。
深層組という屋号決定前（旧セバ時代）に加入した初期メンバー。「深層三姉妹」と呼ぶ場合はこの３名を指す。

### 1期生
クッコロ・セツ、息根とめる、生返るるるの３名。
１期生はそれぞれデビュー時期は異なるものの実質同期であり、先輩後輩の関係性はない。

### 2期生
小城夜みるく、従井ノラの２名。

### 深層春組
わからせ ちょろ、刺杉あいす、数打あたる、甘神すう、飛出ぴょこらの５名。
わからせ ちょろデビュー以降の新人メンバーのこと。
デビュー時期の間隔はかなり広いが、扱いとしては同期。
かつて深層組のメンバー募集は常設だったが、深層祭直前の2022年3月に
「春の新生活 ちょっと転生してみない？深層組入門者、募集キャンペーン」が大々的に開始され、それに応募したメンバーがメイン。

## メンバー
| 名前               | 肩書         | 誕生日   | 年齢        | デビュー   |
| ------------------ | ------------ | -------- | ----------- | ---------- |
| DeepWebUnderground | 長女         | 5月16日  | 気分次第    | 2018/4/10  |
| なまほしちゃん     | 三女         | 6月7日   | 12歳        | 2019/9/8   |
| 息根とめる         | 五女         | 4月23日  | 11歳        | 2021/4/25  |
| 小城夜みるく       | 七女         | 2月3日   | 15歳        | 2021/12/19 |
| 従井ノラ           | 見習い執事   | 7月30日  | 12歳        | 2022/1/8   |
| 刺杉あいす         | 家庭教師     | 11月26日 | 20歳        | 2023/3/16  |
| 数打あたる         | 用心棒       | 9月23日  | 13歳        | 2023/6/25  |
| 甘神すう           | ナース       | 3月30日  | 21歳 (自称) | 2023/7/5   |
| 飛出ぴょこら       | シスター     | 8月26日  | 16歳        | 2023/9/17  |
| 社不寶アスティ     | 第三養子     | 7月26日  | 20歳        | 2022/12/17 |
| 絶望です           | 地雷賭博師   | 5月6日   | 不明        | 2025/3/8   |
| 正義なぐる         | 自称ヒーロー | 10月1日  | 不明        | 2025/4/19  |
| 今宵まいる         | 怪盗         | 2月28日  | 15歳        | 2025/5/31  |

### 卒業メンバー
| 名前             | 肩書             | 誕生日   | 年齢      | デビュー  | 深層組卒業 | 備考                           |
| ---------------- | ---------------- | -------- | --------- | --------- | ---------- | ------------------------------ |
| ぼくをすこらねば | 次女             | 不明     | 9歳       | 2019/2/26 | 2021/1/31  |                                |
| 生返るるる       | 六女             | 5月16日  | 気分次第  | 2021/8/21 | 2022/11/30 | [ 注 2 ]                       |
| クッコロ・セツ   | 四女             | 1月15日  | 20歳      | 2021/5/16 | 2023/3/31  |                                |
| 寧々丸           | 第一養子         | 5月16日  | 気分次第  | 2020/5/1  | 2024/12/31 | 深層組卒業後は個人勢として活動 |
| 彼女なぉた       | 第二養子         | 8月3日   | 20歳      | 2022/3/13 | 2025/4/16  | 深層組卒業後は個人勢として活動 |
| わからせ ちょろ  | 見習い料理メイド | 10月20日 | 10歳/18歳 | 2023/1/21 | 2025/5/31  |                                |

### 運営メンバー
- セバス長（助田徹臣）
- ビジネスセバス
- イベントセバス
- グッズセバス
- 若セバ１号
- 若セバ２号
- 試用期間セバス１号